# Piper glanduligerum
Piper glanduligerum är en pepparväxtart som beskrevs av C. Dc.. Piper glanduligerum ingår i släktet Piper och familjen pepparväxter. Inga underarter finns listade i Catalogue of Life.